# Cherilo di Samo
Cherilo di Samo (in greco antico: Χοιρίλος?, Choirílos; Samo, 440 a.C.? – dopo il 401 a.C.) è stato un poeta epico greco antico.

## Biografia
Cherilo fu in attività durante il periodo delle lotte tra spartani ed ateniesi: la posizione di Samo, sua patria, gli permise, in effetti, di entrare in contatto con entrambi. A Samo, all'incirca nel 403, incontrò e fu apprezzato dal comandante spartano Lisandro, che coltivò la speranza che Cherilo lo immortalasse in un poema, mentre ad Atene conobbe Erodoto. 
Dopo la sconfitta di Atene nella guerra del Peloponneso, si recò presso la corte di Archelao, re di Macedonia, dove ebbe modo di incontrare il poeta tragico Agatone, il lirico Melanippide e il commediografo Platone. Da ciò si inferisce che, nel 404, dovesse avere almeno quarant'anni, ossia la data dell'akmé, della fioritura letteraria, per essere invitato dal sovrano macedone.

## I Περσικά
Ad Erodoto Cherilo probabilmente si ispirò per la composizione di un poema sulle guerre persiane, intitolato Περσηίς o Περσικά (Persèis o Persikà), anche se il titolo é testimoniato anche come Barbariká, il che, secondo alcuni studiosi, indicherebbe più logoi, sul modello del contemporaneo Erodoto, divisi in più libri . Ne restano 13 frammenti, quasi tutti brevissimi, a parte un paio di circa quattro versi.
Secondo il modulo tradizionale, il poeta samio invocava la Musa dicendo: 
dalla terra venne in Europa gran guerra»
(trad. A. D'Andria)
Egli, comunque, sempre nel proemio, mostra di aver preso atto del tramonto dell'epica tradizionale e dichiara quindi di voler innovare l'epos, unendo ai suoi caratteri tradizionali anche la narrazione storicaː
servo alle Muse, ch'ebbe un prato intonso, 

mentre ora tutto è consumato, ed hanno

gli esperti grandi tecniche, e noi ultimi

siamo lasciati come in una corsa,

e più non ci è permesso disfrenarci

col carro verso nuove direzioni»
(trad. A. D'Andria)
Gli studiosi hanno frainteso questo lamento come una vera e propria espressione di sgomento da parte di un poeta che era disilluso dalla poesia e che pensava che il tempo per l'epica fosse passato. Il lamento con cui Cherilo apriva il poema non è, tuttavia, sincero, ma piuttosto un artificio retorico in cui il poeta richiama l'attenzione sui problemi riscontrati nella poesia contemporanea, problemi che poi vince con il suo nuovo stile di poesia, vale a dire, epico-storico.
Nei pochi frammenti rimasti troviamo un catalogo delle popolazioni che componevano l'immenso esercito di Serse , una menzione di Talete e, tra gli altri, una delle attestazioni del detto che in latino suona gutta cavat lapidem. Ben pochi resti che non ci consentono di verificare se davvero, come noto dalle fonti, la sua opera meritasse il molto successo che ebbe ad Atene, dove era letta in pubblico assieme ai poemi omerici. Tuttavia, la sua scomparsa fu decretata dal giudizio negativo di Aristotele sulla sua poesia, giudicata inverosimile ed oscura a livello retorico ed espressivo.